# Yui Makino
Yui Makino (牧野 由依 Makino Yui?,  Tsu, Japón, 19 de enero, 1986) es una actriz de voz y cantante japonesa.

## Filmografía

### Anime
- ARIA The NATURAL (TV) - Akane (Ep. 26)
- Angel Beats! (TV) - Yusa
- Kaze no Stigma (TV) - Lapis Suirei
- NHK ni Yōkoso! (TV) - Misaki Nakahara
- Tsubasa Chronicle (TV) - Princesa Sakura
- Tsubasa Chronicle - Torikago no Kuni no Himegimi (Movie) - Princesa Sakura
- Tsubasa Chronicle - OVA Tokyo Revelations - Princesa Sakura
- Tsubasa Chronicle - OVA Shunraiki - Princesa Sakura
- Zegapain (メイウー?) - May-Yu
- Asu no Yoichi! (TV) - Tsubasa
- Shōnen Maid (TV) - Miyako Ōtori
- Yamada-kun to 7-nin no Majo (TV) - Meiko Ōtsuka
- Sakurada Reset (TV) - Yōka Murase
- Koi to Uso (TV) - Ririna Sanada

## Discografía

### Singles
- [2005.08.22] Amurita (アムリタ?)
- [2005.09.15] Jasumin (ジャスミン?)
- [2005.10.21] Undine (ウンディーネ?)
- [2006.04.26] Euforia (ユーフォリア?)
- [2006.10.25] Modokashii Sekai no Ue de (もどかしい世界の上で?)
- [2007.10.24] Sketchbook wo Motta Mama (スケッチブックを持ったまま?)
- [2007.11.21] syncronicity
- [2008.01.23] Spirale (スピラーレ?)
- [2009.10.07] Tanpopo Suisha (たんぽぽ水車?)
- [2010.03.03] Fuwa Fuwa♪ (ふわふわ♪?)
- [2010.11.10] Ao no Kaori (碧の香り?)
- [2011.04.27] Onegai Jun Bright (お願いジュンブライト?)

### Álbumes
- [2006.12.06] Tenkyuu no Ongaku (天球の音楽?)
- [2008.03.26] Makino Yui. (マキノユイ。?)

### CancionesAnime
- Amurita (アムリタ?) - Tsubasa Chronicle The Movie (Tema Ending)
- Yume no Tsubasa (ユメノツバサ?) - Tsubasa Chronicle (Canción de Ambientación Ep. 26 y versión dueto con Irino 入野自由)
- Tsuki no Shijima - Tsubasa Chronicle (Canción de Ambientación Ep. 50)
- Euforia (ユーフォリア?) - ARIA The NATURAL (Tema Opening)
- Undine (ウンディーネ?) - Aria The Animation (Tema Opening)
- Omna Magni - Sousei no Aquarion (Tema Ending)
- Dark Side ni Tsuitekite - NHK ni Yōkoso! (Canción de Ambientación)
- Modokashii Sekai no Ue de - NHK ni Yōkoso! (Tema Ending)
- synchronicity - OAD Tsubasa Chronicle-Tokyo Revelations (Tema Opening)
- Ao no kaori (青の薫り?) - Soul Eater repeat show (Tema Ending)
- Aikoi (アイコイ)- Tsubasa Chronicle -(Canción de Ambientación)
- Reset - Sakurada Reset (Tema Opening)
- Colors of Happiness - Sakurada Reset (Tema Ending 2)